# Ynysybwl
Ynysybwl (velšsky Ynys-y-bŵl, IPA: ənɪsəˈbʊl) je vesnice ve Walesu, ve Spojeném království. Nachází se v hrabství Rhondda Cynon Taf asi 20 km severo-severozápadně od Cardiffu. Ve vsi se vlévá potok Y Ffrwd do řeky Clydach. Žije zde asi 4600 obyvatel (2021).

## Etymologie
Ynys se překládá jako „ostrov“ nebo „říční louka“. V údolích jižního Walesu toto slovo běžně označuje louky na březích řek a Ynysybwl pravděpodobně odkazuje na jednu takovou louku u Clydachu.
Bŵl (význam je však mnohem méně jistý) znamená „mísa”, v odkazu na tvar říční louky nebo samotného údolí. V 19. století byl Ynysybwl známý jako místo pro veletrhy ale i sporty, zejména míčové hry, jako je velšská házená. Velšský spisovatel a historik Thomas Morgan se domnívá že Ynysybwl je zkomoleninou „Ynys-y-bêl“ (louka míče) s odkazem na míčové hry. Třetí možností je, že bwl bylo původně „pŵll”, velšské slovo pro jámu. Morgan naznačuje, že prvek může být "pwl", což znamená ztrátový.

## Historie
Desátková mapa a plány farnosti Llanwonno z roku 1842 ukazují, že Ynysybwl byla malá vesnice, skládající se z několika chalup a farem. Podle sčítání lidu z roku 1841 obývalo vesnici a okolní farmy asi 200 lidí, většina z nich farmáři, zemědělští dělníci nebo služebné. Dále pak to byl kovář, dřevař, zedník, obuvník, krejčí, mlynář nebo hostinský.

## Sport
Ve vesnici sídlí Ynysybwl RFC, ragbyový tým velšské Rugby union, založený v roce 1880.

## Rodáci
Nejznámějším rodákem je Leighton Rees (1940–2003), historicky první mistr světa v šipkách a podle kterého je pojmenována i jedna z ulic vesnice.